# Otto Schnarrenberger
Otto Schnarrenberger (* 16. August 1928 in Süßen; † 15. Februar 2022 in Klaffenbach) war ein deutscher Ringer.

## Werdegang
Otto Schnarrenberger begann beim TV Süßen mit dem Ringen. Er entwickelte sich dort zu einem hervorragenden Ringer in beiden Stilarten, der auf internationaler Ebene den griech.-röm. Stil bevorzugte. Von Süßen aus wechselte er, der von Beruf Maschinenschlosser war, zum TV "Jahn" Göppingen und danach auch noch zum ASV Bauknecht Schorndorf. Otto, der als Erwachsener im Mittelgewicht kämpfte erreichte mit dem ASV Schorndorf 1958 das Finale um die deutsche Mannschaftsmeisterschaft gegen den ESV Sportfreunde München-Neuaubing, das Neuaubing mit 22:14 Punkten gewann.
Otto Schnarrenberger war von 1954 bis 1958 den deutschen Weltklasseringern Horst Heß aus Dortmund und Johann Sterr aus Neuaubing fast ebenbürtig, scheiterte aber 1955, 1956 und 1958 in den Qualifikationen für die Olympischen Spiele bzw. Weltmeisterschaften immer knapp an einem dieser beiden Athleten. Aus diesem Grunde kam er zu keiner einzigen Teilnahme an einer internationalen Meisterschaft, was auch daran lag, dass damals keine Europameisterschaften durchgeführt wurden.
Bei dem einzigen internationalen Turnier von Rang, an dem er 1955 teilnahm, besiegte er den Olympiasieger Branislav Simić aus Jugoslawien und den starken Valeriu Bularca aus Rumänien. In drei Länderkämpfen, in denen er startete, blieb er unbesiegt.
Die deutsche Meisterschaft gewann Otto Schnarrenberger je einmal im freien und im griechisch-römischen Stil, jeweils im Mittelgewicht.

## Internationale Erfolge
- 1955, 1. Platz, Adria-Cup in Pula/Istrien, GR, Mi, vor Branislav Simić, Jugoslawien u. Valeriu Bularca, Rumänien

## Länderkämpfe
- 1956, Deutschland gegen Türkei, GR, Mi, Punktsieger über Bekir Büke,
- 1957, Deutschland gegen Rumänien, GR, Mi, Punktsieger über Vasile Onoiu,
- 1957, Deutschland gegen Italien, unentschieden gegen Ivone Molon,
- 1958, Baden-Württemberg gegen Budapest, GR, Mi, Schultersieger über Szönyi

## Deutsche Meisterschaften
- 1954, 5. Platz, GR, Mi, hinter Horst Heß, Dortmund, Johann Sterr, Neuaubing, Mansoor Hasrati, Eckenheim u. Christian Büttner, Aschaffenburg,
- 1954, 2. Platz, F, Mi, hinter Johann Sterr und vor Ernst Lenz, München u. Ewald Tauer sen., Neuaubing,
- 1955, 3. Platz, GR, Mi, hinter Johann Sterr u. Walter Kuhn, Schifferstadt,
- 1955, 1. Platz, F, Mi, vor Walter Kuhn und Werner Weber, Goldbach,
- 1956, 1. Platz, GR, Mi, vor August Deuschle, Stuttgart-Münster u. Georg Utz, Kornwestheim,
- 1957, 3. Platz, GR, Mi, hinter Horst Heß u. Georg Utz